# Pla Peda
 (septembre 2012).
Si vous disposez d'ouvrages ou d'articles de référence ou si vous connaissez des sites web de qualité traitant du thème abordé ici, merci de compléter l'article en donnant les références utiles à sa vérifiabilité et en les liant à la section « Notes et références ».
Les Pla Peda ou Xwla ou Xwéda (ou Popos) sont une ethnie du sud du Togo et du Bénin. Ils sont d'origine Adja qui se sont déplacés du plateau de Tado vers le sud et la mer, où ils ont créé notamment la ville de Grand-Popo à l'embouchure du fleuve Mono au Bénin. Ils parlent le xwla, ou xwéda, apparentés à la langue adja-ewé. 
Ils comptent environ 7 000 personnes dans la circonscription de Lomé et dans la région d'Aného, plus à l'est.